# Trübner’s Oriental Series

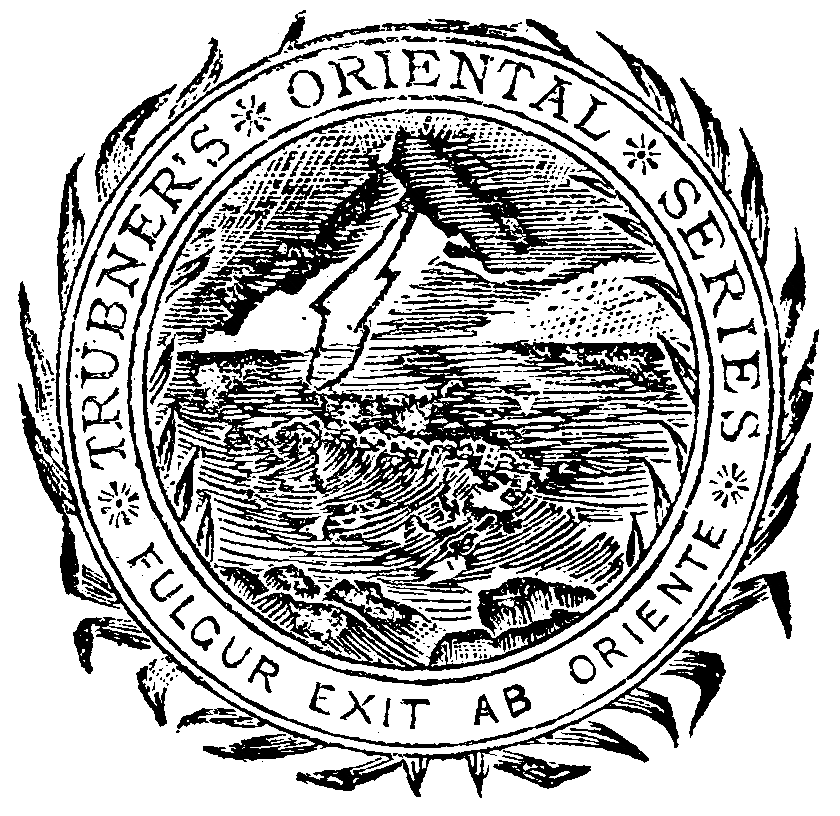
Das Logo der Reihe (in einer Schwarzweißabbildung) auf dem Cover von Quatrains of Omar Khayyam, einem Band der Reihe. Es befand sich in Golddruck auf dem vorderen Einband eines jeden Bandes, der in den ersten Jahren erschien. Das Logo zeigt einen Blitz über einem See in den Bergen und enthält die lateinischen Worte „Fulgur exit ab Oriente“ [Denn wie der Blitz ausgeht vom Osten ...], ein Zitat aus Matthäus 24:27.

Trübner’s Oriental Series (Trübners Orientalistische Reihe) ist eine englischsprachige Buchreihe zur Orientalistik, die seit 1878 in Nikolaus Trübners Verlag Trübner & Co. und seit 1890 bis etwa Ende der 1920er Jahre bei Kegan Paul, Trench, Trübner & Co. (dem Nachfolger von Trübner & Co.) in London erschien. Mit Reihen wie Sacred Books of the East (zu den Religionen) und den später gestarteten Probsthain’s Oriental Series und Gibb Memorial Series (New Series) ist sie eine der klassischen (britischen) orientalistischen Reihen.

## Zum Inhalt
Die orientalistische Reihe ist thematisch breit gefächert und umfasst Bände über Afrika, den Alten Nahen Osten, arabische Geschichte und Kultur, Buddhismus, China, Indien (Geschichte, Wirtschaft und Gesellschaft, Sprache und Literatur, Religion und Philosophie), Islam, Japan, Persien, Südostasien u. a. Sie hat einen Umfang von über 100 Bänden. Zahlreiche Fachgelehrte der einzelnen Fachdisziplinen haben an ihr mitgewirkt. In einem den Bänden vorangestelltes Zitat aus der Times wird die Buchreihe mit den folgenden Worten gepriesen:

„Eine Kenntnis zumindest der Gemeinplätze der orientalischen Literatur, Philosophie und Religion ist für den allgemeinen Leser der Gegenwart ebenso notwendig wie die Bekanntschaft mit den lateinischen und griechischen Klassikern vor etwa einer Generation. In diesem Jahrhundert sind auf diesen Gebieten gewaltige Fortschritte gemacht worden; das Sanskrit ist in den Bereich einer genauen Philologie gebracht und seine unschätzbare alte Literatur gründlich erforscht worden; die Sprache und die heiligen Bücher der Zoroastrier sind freigelegt worden; ägyptische, assyrische und andere Aufzeichnungen der fernen Vergangenheit sind entziffert worden, und eine Gruppe von Gelehrten spricht von noch geheimnisvolleren akkadischen und hethitischen Denkmälern; aber die Ergebnisse all der Gelehrsamkeit, die diesen Themen gewidmet wurde, waren der Öffentlichkeit fast unzugänglich, weil sie größtenteils in gelehrten oder teuren Werken enthalten waren oder über die Nummern wissenschaftlicher Zeitschriften verstreut wurden. Die Herren Trübner & Co. haben sich in einem Unternehmungsgeist, der ihnen unendlich zur Ehre gereicht, entschlossen, den ständig wachsenden Mangel zu beheben und all diese Wissensmassen in populärer oder zumindest umfassender Form der Welt zur Verfügung zu stellen.“

Die Bücher der Reihe spiegeln die wissenschaftlichen Interessen der Zeit wider und decken eine enorme Vielfalt von Themen ab, die Asien, Afrika und den Nahen Osten betreffen: Sprache und Literaturen, Religion und Philosophie, Geschichte und Wirtschaft, um nur einige zu nennen. Zu den Studien bekannter Wissenschaftler gehören Emil Bretschneider über die chinesischen Quellen der asiatischen Geographie, Samuel Beals Übersetzungen chinesischer buddhistischer Reiseberichte oder Donald Campbell über die arabische Medizin. Außerdem gibt es Einblicke in die frühen Studien des Fengshui, der hinduistischen Mythologie (von John Dowson) und viele andere Themenbereiche.
Die folgende im Wesentlichen nach Ersterscheinungsjahr sortierte Liste (der inzwischen wohl sämtlich gemeinfreien Bände) erhebt keinen Anspruch auf Aktualität oder Vollständigkeit:

## Bände
| Band | Verfasser (V) Herausgeber (H) Übersetzer (Ü)                      | Titel | Jahr     |
| ---- | ----------------------------------------------------------------- | --- | -------- |
| 1    | Martin Haug (V) Edward William West                               | Essays on the sacred language, writing and religion of the Parsis. With accompanying narratives | 1878     |
| 2    | Samuel Beal (H)                                                   | Texts from the Buddhist canon, commonly known as Dhammapada | 1878     |
| 3    | Albrecht Weber (V) John Mann (Ü) Theodor Zachariae (Ü)            | The history of Indian literature | 1878     |
| 4    | Robert N. Cust (V)                                                | A sketch of the modern languages of the East Indies. Accompanied by two language-maps | 1878     |
| 5    | Kálidása (V) Ralph T. H. Griffith (Ü)                             | The birth of the war-god. A poem | 1879     |
| 6    | John Dowson (V)                                                   | A classical dictionary of Hindu mythology, and religion, geography, history and literature | 1897     |
| 7    | Edward William Lane (V) Stanley Lane-Poole (V)                    | Selections of the Kur-án | 1879     |
| 8    | John Muir (H)                                                     | Metrical translations from Sanskrit writers. With an introduction, prose versions, and parallel passages from classical authors | 1879     |
| 9    | William Wilson Hunter (V)                                         | The Indian Empire. Its history, people and products | 1882     |
| 10   | Monier Williams (V)                                               | Modern India and the Indians. Being a series of impressions, notes, and essays | 1879     |
| 11   | Saadi (V) Edward B. Eastwick (Ü)                                  | The Gulistan or, Rose-Garden | 1880     |
| 12   | Brian H. Houghton (V) Reinhold Rost (H)                           | Miscellaneous essays relating to Indian subjects, Band 1 | 1880     |
| 13   | Brian H. Hodgson (V) Reinhold Rost (H)                            | Miscellaneous essays relating to Indian subjects, Band 2 | 1880     |
| 14   | Paul Bigandet (V)                                                 | The life or legend of Gaudama. The buddha of the Burmese. With annotations „The ways to Neibban, and notice on the phongyies or Burmese monks“ (2 Bände) | 1880     |
| 15   | Joseph Edkins (V)                                                 | Chinese Buddhism. A volume of sketches, historical, descriptive and critical | 1880     |
| 16   | Robert Needham Cust (V)                                           | Linguistic and oriental essays, Band 1: Written from the year 1846 to 1878 | 1880     |
| 17   | Viggo Fausböll (H) T. W. Rhys Davids (Ü)                          | Buddhist birth stories, or, Jataka tales. The oldest collection of folk-lore extant being the Jatakatthavannana for the first time | 1880     |
| 18   | Paul Isaac Hershon (V) Frederic Farrar (H)                        | A Talmudic miscellany or, a thousand and one extracts from the Talmud, the Midrashim and the Kabbalah | 1880     |
| 19   | B. H. Chamberlain (H)                                             | The classical poetry of the Japanese | 1880     |
| 20   | E. A. Wallis Budge (Ü)                                            | The history of Esarhaddon (son of Senacherib) king of Assyria B.C. 681–668 | 1880     |
| 21   | Rumi (V)                                                          | The Mesnevi (usually known as the mesneviyi sherif or holy mesnevi) of Mevlana (our lord) | 1881     |
| 22   | George Adolphus Jacob (H)                                         | A manual of Hindu pantheism. The Vedântasâra | 1881     |
| 23   | Edwin Arnold (H)                                                  | Indian poetry. Containing a new edition of „The Indian song of songs“ from the Sanskrit of the Gîta Govinda of Jayadeva, two books from „The iliad of India“ (Mahábhárata), „Proverbial wisdom“ from the Shlokas of the Hitopadeśa, and other oriental poems                                                       | 1881     |
| 24   | Menzius (V) A. B. Hutchinson (Ü)                                  | The mind of Mencius or, political economy founded upon moral philosophy. A systematic digest of the doctrines of the Chinese philosopher Mencius | 1882     |
| 25   | Omar Khayyam (V) Edward H. Winfield (Ü)                           | The quatrains | 1882     |
| 26   | John Davies (H)                                                   | Hindu philosophy, Band 1: The Sankhya Karika of Iswara Krishna. An exposition of the system of Kapila, with an appendix on tha Nyaya and Vaiseshika systems | 1881     |
| 27   | Theophilus Hahn (V)                                               | Tsuni-Goam. The supreme being to the Khoi-Khoi (3 Bände) | 1881     |
| 28   | Jámí (V) Ralph T. H. Griffith (Ü)                                 | Yúsuf and Zulaikha. A poem | 1882     |
| 29   | Elwood Morris Wherry (V)                                          | A comprehensive commentary on the Qurán. Comprising Sale’s translation and preliminary discourse (2 Bände) | 1882/86. |
| 30   | John Davies (V)                                                   | Hindu philosophy, Band 2: The Bhagavad Gita or The sacred lay; a Sanskrit philosophical poem | 1882     |
| 31   | James Long (H)                                                    | Eastern proverbs and emblems illustrating old truths | 1881     |
| 32   | Archibald Edward Gough (H)                                        | The philosophy of the Upanishads and ancient Indian metaphysics. As exhibited in a series of articles contributed to the „Calcutta Review“ | 1882     |
| 33   | Auguste Barth (V) James Wood (Ü)                                  | The religions of India | 1882     |
| 34   | Karl Abel (V)                                                     | Linguistic essays | 1882     |
| 35   | Mádhava Áchárya (V)                                               | The sarva-darsana-samgraha or, Review of the different systems of Hindu philosophy | 1882     |
| 36   | Cornelis Petrus Tiele (V) James Ballingal (Ü)                     | Comparative history of the Egyptian and Mesopotamian religions, Band 1: History of the Egyptian religion | 1882     |
| 37   | Dharmatrâta William Woodville Rockhill (Ü)                        | Udânavarga. A collection of verses from the Buddhist canon, being the northern Buddhist version of Dhammapada | 1883     |
| 38   | Robert Needham Cust (V)                                           | A sketch of the modern languages of Africa (2 Bände) | 1883     |
| 39   | Maulana Jalalu-'d-Din. Muhammad i Rumi (V) Edward H. Winfield (Ü) | Masnavi i Ma'navi. The spiritual couplets (Digitalisat) | 1887     |
| 40   | Arthur Purves Phayre (V)                                          | History of Burma, including Burma proper, Pegu, Taungu, Tenasserim, and Arakan | 1883     |
| 41   | nicht erschienen                                                  | |          |
| 42   | W. Woodville Rockhill (Ü)                                         | The life of the Buddha and the early history of his order. Derived from Tibetan works in the Bkah-hgyur and Bstan-hgyur | 1884     |
| 43   | Kapila (V) James R. Ballantyne (Ü)                                | The Sánkhya aphorisms | 1885     |
| 44   | Xuanzang (V) Samuel Beal (Ü)                                      | Si-yu-ki. Buddhist records of the Western World | 1884     |
| 45   | Edward W. Hopkins (H) Arthur Coke Burnell (H)                     | The ordinances of Manu | 1884     |
| 46   | Tivadar Duka (V)                                                  | Life and works of Alexander Csoma de Körös. A biography | 1885     |
| 47   | Reinhold Rost (H)                                                 | Miscellaneous papers relating to Indo-China. Reprinted for the Straits Branch of the Royal Asiatic Society from Dalrymple’s „Oriental Repertory“ and the „Asiatic Researches“ and „Journal“ of the Asiatic Society of Bengal, Band 1: Royal Asiatic Society of Great Britain and Ireland. Straits Branch (2 Bände) | 1886     |
| 48   | Bhartrihari (V) Biscoe Hale Wortham (Ü)                           | The Satakas | 1886     |
| 49   | James Gray (H)                                                    | Ancient proverbs and maxims from Burmese sources or the Nîti literature of Burma | 1886     |
| 50   | Hwui Li (V) Samuel Beal (Ü)                                       | The life of Hiuen-Tsiang. With a preface containing an account of the works of I-Tsing | 1888     |
| 51   | Julius Jolly (H)                                                  | The code of Manu | 1887     |
| 52   | Frederic Henry Balfour (V)                                        | Leaves from my Chinese scrapbook | 1887     |
| 53   | Robert Needham Cust (V)                                           | Linguistic and oriental essays, Band 2: Written from the year 1847 to 1887 | 1887     |
| 54   | Reinhold Rost (H)                                                 | Miscellaneous papers relating to Indo-China and the Indian Archipelago (2 Bände) | 1887     |
| 55   | J. Hinton Knowles (H)                                             | Folk tales of Kashmir | 1893     |
| 56   | Emil Bretschneider (V)                                            | Mediæval researches from eastern Asiatic sources. Fragments towards the knowledge of the geography and history of central and western Asia from the 13th to the 17th century (2 Bände) | 1888     |
| 57   | Alberuni (V)                                                      | Alberuni’s India. An account of the religion, philosophy, literature, geography, chronology, astronomy, customs, laws and astrology of India about A.D. 1030 (2 Bände) | 1888     |
| 58   | Joseph Edkins (V)                                                 | Religion in China. Containing a brief account amongst of the three religions of the Chinese, with observations on the prospects of Christian conversion among that people | 1893     |
| 59   | John Anderson (V)                                                 | English intercourse with Siam in the seventeenth century | 1890     |
| 60   | John Muir (H)                                                     | Original Sanskrit texts on the origin and history of the people of India, their religion and institutions, Band 1 | 1890     |
| 61   | John Christian (H)                                                | Behar proverbs classified and arranged according to their subject-matter | 1891     |
| 62   | Robert Needham Cust (V)                                           | Linguistic and oriental essays, Band 3: Written from the year 1847 to 1890. | 1891     |
| 63   | Romesh Chunder Dutt (V)                                           | A history of civilisation in ancient India based on Sanskrit literature | 1893     |
| 64   | Romesh Chunder Dutt (H)                                           | Lays of ancient India. Selections from Indian poetry rendered into English verse | 1894     |
| 65   | John Davies (H)                                                   | Hindu philosophy, Band 3: The Sankhya Karika of Iswara Krishna, an exposition of the system of Kapila, with an appendix on tha Nyaya and Vaiseshika systems | 1894     |
| 66   | Herman Jensen (H)                                                 | A classical collection of Tamil proverbs | 1897     |
| 67   | Firdausi (V)                                                      | The Sháhnáma (9 Bände) | 1905     |
| 68   | Edward Sell (V)                                                   | The Faith of Islám | 1896     |
| 69   | Romesh Chunder Dutt (V)                                           | The economic history of India in the Victorian age, Band 2: From the accession of Queen Victoria in 1837 to the commendement of the twentieth century | 1906     |
| 70   | John Davies (H)                                                   | Hindu philosophy, Band 4: The Bhagavadgita, or, The sacred lay. A Sanskrit philosophical poem | 1907     |
| 71   | William Woodville Rockhill (Ü)                                    | The Life of the Buddha and the early history of his order. Derived from Tibetan works in the Bkah-hgyur and Bstan-hgyur followed by notices on the early history of Tibet and Khoten | 1907     |
| 72   | Kishio Satomi (V)                                                 | Japanese civilization. Its significance and realization; Nichirenism and the Japanese national principles | 1923     |
| 73   | Maurice Harry Farbridge (V)                                       | Studies in Biblical and Semitic symbolism | 1923     |
| 74   | Kishio Satomi (V)                                                 | Discovery of Japanese idealism | 1924     |
| 75   | Sukumar Dutt (V)                                                  | Early Buddhist monachism, 600 B.C.-100 B.C. | 1924     |
| 76   | Earl Brewster (V)                                                 | The life of Gotama the Buddha. Compiled exclusively from the Pali Canon | 1926     |
| 77   | Puran Singh (V)                                                   | The spirit of oriental poetry | 1926     |
| 78   | Donald Campbell (V)                                               | Arabian medicine and its influence on the middle ages (2 Bände) | 1926     |
| 79   | S. Khuda Bukhsh (V)                                               | Studies. Indian and Islamic, Band 1 | 1927     |
| 80   | De Lacy O’Leary                                                   | Arabia before Muhammad | 1927     |
| 81   | S. Khuda Bukhsh (V)                                               | Studies. Indian and Islamic, Band 2 | 1927     |
| 82   | Sekharipuram V. Viswanatha (V)                                    | Racial Synthesis in Hindu culture | 1928     |
| 83   | Caroline Rhys Davids (V)                                          | The Milinda-questions. An inquiry into its place in the history of Buddhism with a theory as to its author | 1930     |